# Nikolaj Mosolov

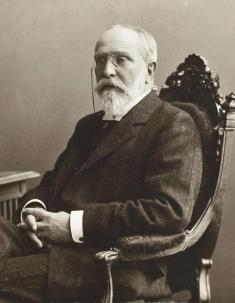
Nikolaj Semjonovitj Mosolov, cirka 1913.

Nikolaj Semjonovitj Mosolov (ryska: Николай Семёнович Мосолов), född 1845 i Moskva, död 1914, var en rysk raderare.
Mosolov studerade i Dresden 1861–1867 och i Paris under Flameng. Hans främsta verk är 40 raderingar efter Rembrandt (i Eremitaget i Sankt Petersburg), Jakobs dröm, efter Bol (i Dresden), Judit, efter Moretto, samt ytterligare efter Rembrandt 10 raderingar, de flesta i museum i Kassel, Nattvakten (i Amsterdam) och Simsons bröllop (i Dresden).